# Dingana leucospilos
Dingana leucospilos är en fjärilsart som beskrevs av Otto Staudinger 1875. Dingana leucospilos ingår i släktet Dingana och familjen praktfjärilar. Inga underarter finns listade i Catalogue of Life.